# ایتاکاره
ایتاکاره (به پرتغالی: Itacaré) یک منطقهٔ مسکونی در برزیل است که در باهیا واقع شده‌است. ایتاکاره ۲۸٬۶۸۴ نفر جمعیت دارد.